# Berenguer d'Anglesola
Berenguer d'Anglesola va ser un sacerdot, primer bisbe de la diòcesi d'Osca de 1383 a 1384 i, més tard, amb l'antipapa Benet XIII, nomenat cardenal el 21 de desembre de 1397, sent destinat a la diòcesi de Girona, on fou bisbe entre el 1384 i 1408.
Va morir el 23 d'agost de 1408 i el seu sepulcre es troba a la catedral de Girona, realitzat per l'escultor Pere Oller. Pertanyia al llinatge familiar fundador de la Baronia d'Anglesola, que havia perdut el títol l'any 1386.